# Bonnœil
Bonnœil település Franciaországban, Calvados megyében. Lakosainak száma 123 fő (2022. január 1.). Bonnœil Martainville, Pierrefitte-en-Cinglais, Saint-Germain-Langot, Tréprel, Donnay és Cesny-les-Sources községekkel határos.

## Népesség
A település népességének változása:
| Lakosok száma | 114  | 120  | 120  | 115  | 128  | 140  | 131  | 125  | 122  | 123  |
|               | 1968 | 1982 | 1990 | 2006 | 2013 | 2015 | 2017 | 2019 | 2020 | 2022 |